# Белгерсхајн
Белгерсхајн (њем. Belgershain) општина је у њемачкој савезној држави Саксонија. Једно је од 41 општинског средишта округа Лајпциг. Према процјени из 2010. у општини је живјело 3.420 становника. Посједује регионалну шифру (AGS) 14729020.

## Географски и демографски подаци
Белгерсхајн се налази у савезној држави Саксонија у округу Лајпциг. Општина се налази на надморској висини од 148 метара. Површина општине износи 22,8 km². У самом мјесту је, према процјени из 2010. године, живјело 3.420 становника. Просјечна густина становништва износи 150 становника/km².